# 음력 5월 26일
음력 5월 26일은 음력 5월의 26번째 날이다.

## 사건
- 1895년 - 조선의 지방제도에서 8도를 폐지(칙령 제97호)하고 23부로 개편하는 칙령(칙령 제98호)이 반포되다.

## 탄생
- 1969년 - 대한민국의 야구 선수 출신 방송인 양준혁.

## 같이 보기
- 음력 360일: 1월 2월 3월 4월 5월 6월 7월 8월 9월 10월 11월 12월
- 전날:5월 25일 다음날:5월 27일 - 전달:4월 26일 다음달:6월 26일
- 양력:5월 26일
- 음력, 윤달